# 스타쉽 엔터테인먼트의 음반
이 문서는 스타쉽 엔터테인먼트에서 발매한 음반의 목록이다.

## 2000년대
- 2008년 4월 10일 문지은 - Vivid
- 2008년 5월 23일 문지은 - Vivid (Repack)
- 2008년 9월 2일 이현지 - Kiss Me Kiss Me
- 2008년 12월 2일 케이윌 - [Digital Single] Love119
- 2008년 12월 9일 이현지 - [Digital Single] 바닐라 Love Part.2
- 2009년 3월 31일 케이윌 - 눈물이 뚝뚝
- 2009년 6월 4일 케이윌 - [Digital Single] 1초에 한방울
- 2009년 8월 25일 케이윌 - [Digital Single] Color Chocolate[1]
- 2009년 11월 5일 케이윌 - 그립고 그립고 그립다
- 2009년 12월 22일 케이윌 - [Digital Single] 눈 내리는 마을[2]

## 2010년대
- 2010년 2월 5일 케이윌 - 산부인과 OST Part.1[3]
- 2010년 3월 10일 케이윌 - [Digital Single] 선물
- 2010년 5월 13일 케이윌 - [Digital Single] 인사-연 애 별[4]
- 2010년 5월 19일 효린 - [Digital Single] 매직드래그 (Magic Drag)[5]
- 2010년 6월 3일 씨스타 - Push Push
- 2010년 6월 16일 씨스타 - [Digital Single] We Never Go Alone (박지성 공식 응원가)
- 2010년 7월 23일 씨스타 - Chronos Sword OST
- 2010년 8월 25일 씨스타 - [Digital Single] 가식걸
- 2010년 11월 24일 케이윌 - 대물 OST Part.6
- 2010년 12월 3일 씨스타 - [Digital Single] 니까짓게
- 2010년 12월 8일 씨스타 - [Digital Single] Super Girl[6]
- 2011년 1월 21일 케이윌 - [Digital Single] 기가 차
- 2011년 3월 10일 케이윌 - 가슴이 뛴다
- 2011년 5월 3일 씨스타 19 - [Digital Single] Ma Boy
- 2011년 5월 4일 케이윌 - 최고의 사랑 OST Part.1
- 2011년 5월 26일 보이프렌드 - Boyfriend
- 2011년 8월 9일 씨스타 - So Cool
- 2011년 10월 6일 보이프렌드 - 내 여자 손대지마
- 2011년 10월 19일 효린 - 영광의 재인 OST Part.1
- 2011년 10월 31일 씨스타 - [Digital Single] Hot Place
- 2011년 11월 25일 스타쉽 플래닛 - 스타쉽 플래닛 (Starship Planet)
- 2011년 12월 8일 보이프렌드 - 내가 갈게
- 2012년 1월 19일 효린 - 사랑을 보다2 OST
- 2012년 1월 31일 케이윌 - [Digital Single] 내가 싫다
- 2012년 2월 14일 케이윌 - 니가 필요해 (I Need You)
- 2012년 2월 21일 효린 - 드림하이 OST Part.4[7]
- 2012년 4월 11일 케이윌 - 더킹 투하츠 OST Part.2
- 2012년 4월 12일 씨스타 - ALONE
- 2012년 6월 11일 케이윌 - [Digital Single] 지금처럼 (We Never Go Alone)
- 2012년 6월 14일 보이프렌드 - Love Style
- 2012년 6월 28일 씨스타 - [Digital Single] Loving U
- 2012년 9월 26일 케이윌 - 아랑사또전 OST Part.7
- 2012년 10월 11일 케이윌 - The 3rd Album Part.1
- 2012년 11월 8일 보이프렌드 - 야누스
- 2012년 11월 29일 스타쉽 플래닛 - STARSHIP PLANET 2012
- 2012년 12월 22일 케이윌 - 청담동 앨리스 OST Part.4
- 2013년 1월 10일 보이프렌드 - 아이야(I Yah)
- 2013년 1월 22일 케이윌 - [Digital Single] 놀아도[8]
- 2013년 1월 31일 씨스타 19 - 있다 없으니까
- 2013년 4월 4일 케이윌 - The 3rd Album Part 2`Love Blossom(러브블러썸)
- 2013년 5월 28일 보이프렌드 - [Digital Single] On & On (온앤온)
- 2013년 6월 9일 케이윌 - Marry You (우리 결혼했어요 세계판 OST Part.5)
- 2013년 6월 11일 씨스타 - Give It To Me
- 2013년 8월 21일 효린 - 주군의 태양 OST Part.3
- 2013년 9월 10일 소유 - [Digital Single] 착해 빠졌어[9]
- 2013년 10월 18일 케이윌 - will in FALL
- 2013년 11월 26일 효린 - LOVE & HATE
- 2013년 12월 13일 스타쉽 플래닛 - STARSHIP PLANET 2013(스타쉽플래닛)
- 2013년 12월 17일 케이윌 - 이단옆차기 프로젝트 Vol.04[10]
- 2014년 1월 8일 케이윌 - 별에서 온 그대 OST Part.2
- 2014년 1월 22일 효린 - 별에서 온 그대 OST Part.4
- 2014년 2월 7일 소유 - [Digital Single] 썸[11]
- 2014년 2월 10일 효린 - Let It Go (겨울왕국 OST 효린 버전)
- 2014년 2월 11일 케이윌 - [Digital Single] 썸남썸녀[12]
- 2014년 3월 26일 보이프렌드 - My Avatar
- 2014년 6월 9일 보이프렌드 - Obsession
- 2014년 6월 26일 케이윌 - ONE FINE DAY
- 2014년 7월 21일 씨스타 - TOUCH N MOVE
- 2014년 7월 23일 보이프렌드 - [Japan Digital Single] Seventh Color'
- 2014년 8월 26일 씨스타 - Special Album`SWEET & SOUR`
- 2014년 9월 26일 소유 - [Digital Single] 소유 X 어반자카파 (권순일 & 박용인)`틈`[13]
- 2014년 10월 13일 보이프렌드 - Witch
- 2014년 11월 20일 효린 - [Digital Single] 지워[14]
- 2014년 12월 4일 스타쉽 플래닛 - [Digital Single] Love Is You
- 2014년 12월 10일 소유 - 눈의 여왕 2 트롤의 마법거울 OST
- 2014년 12월 18일 케이윌 - 피노키오 OST Part.5
- 2014년 12월 23일 보이프렌드 - 눈의 여왕 2 트롤의 마법거울 OST
- 2015년 1월 2일 효린 - [Digital Single] NO.MERCY (노머시) Part.1[15]
- 2015년 1월 15일 소유 - [Digital Single] NO.MERCY (노머시) Part.2[16]
- 2015년 2월 12일 주헌, 형원, I.M - [Digital Single] NO.MERCY (노머시) Part.4
- 2015년 3월 5일 보이프렌드 - BOYFRIEND In Wonderland
- 2015년 3월 25일 케이윌 - RE:
- 2015년 4월 28일 보라 - [Digital Single] Feedback[17]
- 2015년 4월 28일 주헌 - JUNG JI[18]
- 2015년 5월 1일 몬스타엑스 - 오렌지 마말레이드 OST Part.2
- 2015년 5월 14일 몬스타엑스 - TRESPASS
- 2015년 5월 14일 케이윌 - 맨도롱 또똣 OST Part.1
- 2015년 5월 18일 주헌 - JUNG JI[19]
- 2015년 5월 21일 효린 - 맨도롱 또똣 OST Part.3
- 2015년 6월 22일 씨스타 - SHAKE IT
- 2015년 7월 10일 주헌 - [Digital Single] SUPEXX[20]
- 2015년 8월 26일 효린 - [Digital Single] DARK PANDA[21]
- 2015년 9월 1일 다솜 - 별난 며느리 OST Part.1
- 2015년 9월 7일 몬스타엑스 - RUSH
- 2015년 9월 16일 케이윌 - 용팔이 OST Part.5
- 2015년 9월 22일 소유 - [Digital Single] 어깨[22]
- 2015년 9월 30일 기현 - 그녀는 예뻤다 OST Part.3
- 2015년 10월 10일 효린 - 언프리티 랩스타 2 Track 5
- 2015년 10월 14일 소유 - 그녀는 예뻤다 OST Part.4[23]
- 2015년 10월 22일 몬스타엑스 - RUSH Digital Repackage `Hero`
- 2015년 11월 11일 주헌 - [Digital Single] Flower Cafe
- 2015년 12월 2일 스타쉽 플래닛 - [Digital Single] STARSHIP PLANET 2015 (스타쉽 플래닛)
- 2015년 12월 16일 케이윌 - 리멤버 - 아들의 전쟁 OST Part.1
- 2015년 12월 16일 효린 - 어린왕자 OST
- 2015년 12월 17일 김태하, 심채은, 유연정 - [Digital Single] PICK ME[24]
- 2015년 12월 18일 효린 - [Digital Single] Love Line[25]
- 2016년 1월 6일 케이윌 - [Digital Single] 니가 하면 로맨스
- 2016년 1월 27일 케이윌 - [Digital Single] 투유 프로젝트 - 슈가맨 Part.15[26]
- 2016년 2월 17일 케이윌 - [Digital Single] 요리 좀 해요[27]
- 2016년 2월 25일 우주소녀 - WOULD YOU LIKE?
- 2016년 3월 18일 케이윌 - 태양의 후예 OST Part.6
- 2016년 3월 19일 유연정 - 35 Girls 5 Concepts[28]
- 2016년 4월 5일 유연정 - Cursh[29]
- 2016년 5월 9일 몬스타엑스 - [Digital Single] Ex Girl[30]
- 2016년 5월 13일 케이윌 - [Digital Single] The Day[31]
- 2016년 5월 18일 몬스타엑스 - THE CLAN Part.1:LOST
- 2016년 5월 26일 보이프렌드 - [Digital Single] 약속할게
- 2016년 6월 3일 소유 - 운빨로맨스 OST Part.3
- 2016년 6월 9일 다원 - 운빨로맨스 OST Part.4
- 2016년 6월 21일 씨스타 - 沒我愛
- 2016년 7월 15일 효린 - 함부로 애틋하게 OST Part.5
- 2016년 8월 6일 Y틴 - [Digital Single] Do Better
- 2016년 8월 7일 몬스타엑스 - THE CLAN:LOST LIMITED
- 2016년 8월 10일 다원, 유연정 - [Digital Single] 아이돌보컬리그 - 걸스피릿 EPISODE 04[32]
- 2016년 8월 17일 우주소녀 - THE SECRET
- 2016년 8월 23일 소유 - 구르미 그린 달빛 OST Part.1[33]
- 2016년 8월 31일 효린 - [Digital Single] 그리워[34]
- 2016년 9월 20일 케이윌 - 구르미 그린 달빛 OST Part.6
- 2016년 9월 23일 케이윌 - [Digital Single] 빈티지박스 Vol.1[9]
- 2016년 10월 4일 몬스타엑스 - The CLAN Part.2:GUILTY
- 2016년 10월 14일 소유 - [Digital Single] 우리 둘[35]
- 2016년 10월 20일 I.M - [Digital Single] 마들렌[23]
- 2016년 10월 26일 효린 - [Digital Single] Love Like This[36]
- 2016년 10월 27일 몬스타엑스 - 쇼핑왕 루이 OST Part.7
- 2016년 11월 1일 효린 - [Digital Single] One Step[37]
- 2016년 11월 8일 효린 - It`s Me
- 2016년 11월 11일 유연정 - [Digital Single] 빈티지박스 Vol.2[33]
- 2016년 11월 22일 씨스타 - [Digital Single] One More Day[38]
- 2016년 12월 2일 스타쉽 플래닛 - [Digital Single] STARSHIP PLANET 2016 (스타쉽플래닛)
- 2016년 12월 11일 소유 - [Digital Single] 인기가요 뮤직크러쉬 Part.3[39]
- 2016년 12월 17일 연정, 다원 - 눈의 여왕 3 - 눈과 불의 마법 대결 OST
- 2016년 12월 31일 소유 - 도깨비 OST Part.7
- 2017년 1월 4일 우주소녀 - From. 우주소녀
- 2017년 1월 10일 효린 - 화랑 OST Part.5
- 2017년 1월 17일 다솜 - [Digital Single] 빈티지박스 Vol.4[40]
- 2017년 2월 14일 소유 - [Digital Single] 비가와[41]
- 2017년 3월 9일 이광현, 정세운 - [Digital Single] 나야 나 (PICK ME)[42]
- 2017년 3월 21일 몬스타엑스 - The Clan 2.5 The Final Chapter
- 2017년 3월 23일 소유 - [Digital Single] 완벽해[43]
- 2017년 4월 14일 효린 - [Digital Single] Blue Moon[44]
- 2017년 4월 27일 MIND U - [Digital Single] 좋아했나봐
- 2017년 5월 4일 엑시 - [Digital Single] Love Therapy[45]
- 2017년 5월 6일 이광현, 정세운 - [Digital Single] 나야 나 (PICK ME) (Piano Ver.)[42]
- 2017년 5월 17일 듀에토 - DUETTO
- 2017년 5월 17일 몬스타엑스 - [Japan Digital Single] Hero
- 2017년 5월 31일 씨스타 - [Digital Single] Lonely[46]
- 2017년 5월 31일 유연정 - 7일의 왕비 OST Part.1
- 2017년 6월 7일 우주소녀 - HAPPY MOMENT
- 2017년 6월 8일 케이윌 - 군주 - 가면의 주인 OST Part.8
- 2017년 6월 19일 몬스타엑스 - Shine Forever
- 2017년 6월 29일 효린 - [Digital Single] Fruity[47]
- 2017년 7월 7일 유연정 - 연애플레이리스트 2 OST Part.1[23]
- 2017년 7월 13일 MIND U - RE:MIND
- 2017년 7월 14일 우주소녀 - [Digital Single] Kiss Me
- 2017년 7월 27일 몬스타엑스 - [Digital Single] NEWTON
- 2017년 8월 9일 보이프렌드 - Never End
- 2017년 8월 27일 효린 - 명불허전 OST Part.2
- 2017년 8월 31일 정세운 - Part.1 Ever
- 2017년 9월 7일 소유 - [Digital Single] 제주도의 푸른 밤
- 2017년 9월 25일 형원 - [Digital Single] BAM!BAM!BAM‬![48]
- 2017년 9월 26일 케이윌 - Nonfiction Part.1[49]
- 2017년 10월 13일 보이프렌드 - [Digital Single] THE UNI+ 마이턴 (My Turn)[50]
- 2017년 10월 20일 보이프렌드 - [Digital Single] THE UNI+ 빛 (Last One)[51]
- 2017년 10월 25일 소유 - [Digital Single] 너에게만[52]
- 2017년 11월 3일 MIND U - Dear
- 2017년 11월 5일 다원 - 변혁의 사랑 OST Part.3
- 2017년 11월 7일 몬스타엑스 - The Code
- 2017년 11월 14일 유연정 - 멜로홀릭 OST Part.4
- 2017년 11월 16일 소유 - [Digital Single] 뻔한 이별[53]
- 2017년 12월 8일 스타쉽 플래닛 - [Digital Single] STARSHIP PLANET 2017 (스타쉽플래닛)
- 2017년 12월 13일 소유 - Re:Born
- 2017년 12월 14일 유연정 - [Digital Single] Marry Me Part.2[54]
- 2017년 12월 18일 몬스타엑스 - [Digital Single] Lonely Christmas
- 2017년 12월 21일 형원 - [Digital Single] 믹스앤더시티 Part.4[55]
- 2018년 1월 5일 박현진, 에이칠로 - [Digital Single] OGZ[56]
- 2018년 1월 14일 동현 - [Digital Single] THE UNI+ B STEP 1
- 2018년 1월 24일 정세운 - Part.2 After
- 2018년 2월 10일 동현 - [Digital Single] THE UNI+ FINAL
- 2018년 2월 12일 소유, 정세운 - [Digital Single] 투유 프로젝트 - 슈가맨2 Part.5
- 2018년 2월 20일 I.M - Mixtape
- 2018년 2월 21일 듀에토 - [Digital Single] Dream
- 2018년 2월 26일 MIND U - 으라차차 와이키키 OST Part.4
- 2018년 2월 27일 우주소녀 - Dream your dream
- 2018년 3월 12일 우주소녀 - [Digital Single] 투유 프로젝트 - 슈가맨2 Part.8[57]
- 2018년 3월 12일 소유 - [Digital Single] My Blossom
- 2018년 3월 26일 몬스타엑스 - The Connect : Dejavu
- 2018년 4월 2일 몬스타엑스 - [Digital Single] 투유 프로젝트 - 슈가맨2 Part.11[58]
- 2018년 4월 5일 이광현, 정세운 - [Digital Single] YDPP Project `Love It Live It`[59]
- 2018년 4월 20일 마인드유 - [Digital Single] 퍼즐 - 첫번째 조각
- 2018년 5월 7일 케이윌 - [Digital Single] 투유 프로젝트 - 슈가맨2 Part.16[60]
- 2018년 5월 7일 정세운 - 기름진 멜로 OST Part.1
- 2018년 5월 10일 케이윌 - The 4th Album Part 2. #1 Will be a start
- 2018년 5월 10일 안유진, 장원영, 조가현 - [Digital Single] 내꺼야 (Pick Me)[61]
- 2018년 5월 16일 듀에토 - [Digital Single] 추억을 걷다
- 2018년 5월 21일 기현, 주헌 - 검법남녀 OST Part.1
- 2018년 5월 25일 보이프렌드 - [Digital Single] 여우비
- 2018년 5월 30일 유연정 - 훈남정음 OST Part.2
- 2018년 6월 1일 우주미키[62] - [Digital Single] 짜릿하게
- 2018년 6월 14일 기현, 설아 - 김비서가 왜 그럴까 OST Part.1
- 2018년 6월 20일 정세운 - 김비서가 왜 그럴까 OST Part.2
- 2018년 7월 11일 수빈 - 훈남정음 OST Part.7
- 2018년 7월 19일 형원 - [Digital Single] My Name[63]
- 2018년 7월 23일 정세운 - Another
- 2018년 8월 3일 마인드유 - [Digital Single] 퍼즐 - 두번째 조각
- 2018년 8월 12일 루다 - 두니아~처음 만난 세계 OST Part.2
- 2018년 8월 20일 소유 - 라이프 OST Part.3
- 2018년 5월 16일 듀에토 - [Digital Single] 추억을 걷다
- 2018년 8월 31일 주헌 - DWTD(Do What They Do)
- 2018년 9월 9일 소유 - [Digital Single] 이타카로 가는 길 OST Part.9[64]
- 2018년 9월 13일 듀에토 - Miracle
- 2018년 9월 16일 박현진,에이칠로 - [Digital Single] Bucket List
- 2018년 9월 16일 소유 - [Digital Single] 이타카로 가는 길 Part.10[65]
- 2018년 9월 19일 우주소녀 - WJ PLEASE?
- 2018년 10월 4일 소유 - RE:FRESH
- 2018년 10월 16일 정세운 - 여우각시별 OST Part.2
- 2018년 10월 22일 몬스타엑스 - ARE YOU THERE?
- 2018년 10월 23일 케이윌 - 뷰티 인사이드 OST Part.4
- 2018년 11월 2일 마인드유 - [Digital Single] 겨울이 오면 (퍼즐 - 마지막 조각)
- 2018년 11월 3일 소유 - 제3의 매력 OST Part.6[9]
- 2018년 11월 6일 케이윌 - The 4th Album Part 2. #2 想像;Mood Indigo
- 2018년 11월 9일 몬스타엑스 - [Digital Single] Shoot Out
- 2018년 11월 12일 유연정 - 여우각시별 OST Part.6
- 2018년 12월 5일 스타쉽 플래닛 - [Digital Single] STARSHIP PLANET 2018 (스타쉽플래닛)
- 2019년 1월 8일 우주소녀 - WJ STAY?
- 2019년 2월 18일 몬스타엑스 - WE ARE HERE
- 2019년 3월 7일 정세운 - 진심이 닿다 OST Part.5
- 2019년 3월 9일 듀에토 - 슬플 때 사랑한다 OST Part.1
- 2019년 3월 19일 정세운 - ±0
- 2019년 3월 21일 강민희, 구정모, 문형빈, 송형준, 함원진 - [Digital Single] _지마 (X1-MA)[66]
- 2019년 3월 27일 몬스타엑스 - [Japan Digital Single] Shoot Out
- 2019년 4월 19일 I.M - [Digital Single] HORIZON
- 2019년 4월 25일 마인드유 - MIND U
- 2019년 5월 16일 소유 - [Digital Single] 비가 오잖아[67]
- 2019년 6월 4일 우주소녀 - For The Summer
- 2019년 6월 14일 몬스타엑스 - [Digital Single] WHO DO U LOVE?
- 2019년 6월 29일 케이윌 - [Digital Single] [Vol.22] 유희열의 스케치북 10주년 프로젝트 : 열 번째 목소리 `유스케 X 케이윌`
- 2019년 7월 6일 케이윌 - [Digital Single] [Vol.23] 유희열의 스케치북 10주년 프로젝트 : 열 번째 목소리 `유스케 X 케이윌`
- 2019년 7월 10일 형원 - [Digital Single] COOL LOVE[68]
- 2019년 7월 24일 몬스타엑스 - 개 같은 하루 OST
- 2019년 7월 28일 정세운 - [Digital Single] 내 이름을 부르면
- 2019년 8월 9일 소유 - [Digital Single] 방콕 (Bangkok)[69]
- 2019년 9월 3일 마인드유 - [Digital Single] 서로 맞춰주다 끝나버렸어
- 2019년 9월 16일 소유 - [Digital Single] The Love Of Autumn[70]
- 2019년 9월 20일 몬스타엑스 - [Digital Single] LOVE U
- 2019년 9월 24일 정세운 - 조선혼담공작소 꽃파당 OST Part.2
- 2019년 10월 2일 정세운 - DAY
- 2019년 10월 6일 케이윌 - 날 녹여주오 OST Part.1
- 2019년 10월 14일 유연정 - 날 녹여주오 OST Part.2
- 2019년 10월 26일 김재희 - 안녕,모모 OST Part.3
- 2019년 10월 28일 몬스타엑스 - FOLLOW : FIND YOU
- 2019년 11월 13일 정세운 - 어쩌다 발견한 하루 OST Part.8
- 2019년 11월 19일 우주소녀 - As You Wish
- 2019년 12월 20일 마인드유 - [Digital Single] 늦은 시간에 전화해서 미안해
- 2019년 12월 23일 소유 - [Digital Single] 길에서 (X-MAS Project Vol.1)

## 2020년대
- 2020년 2월 14일 몬스타엑스 - All About Luv
- 2020년 2월 29일 소유 - 트래블러 - 아르헨티나 OST Part.3
- 2020년 3월 16일 마인드유 - [Digital Single] 멸망할거야
- 2020년 3월 18일 몬스타엑스 - [Digital Single] Here We Are
- 2020년 3월 19일 엑시, 다영 - 어서와 OST Part.1
- 2020년 3월 31일 몬스타엑스 - [Japan Digital Single] Wish On The Same Sky[71]
- 2020년 4월 9일 기현 - 어서와 OST Part.7
- 2020년 4월 14일 CRAVITY - HIDEOUT: REMEMBER WHO WE ARE - SEASON1.
- 2020년 4월 15일 몬스타엑스 - [Japan Digital Single] Wish On The Same Sky
- 2020년 5월 20일 소유 - 오 마이 베이비 OST Part.2
- 2020년 5월 26일 몬스타엑스 - FANTASIA X
- 2020년 6월 9일 우주소녀 - Neverland
- 2020년 7월 14일 정세운 - 24 PART 1
- 2020년 7월 17일 마인드유 - 니가 궁금한 여름밤
- 2020년 7월 17일 설아 - 편의점 샛별이 OST Part.6[72]
- 2020년 7월 28일 소유 - [Digital Single] GOTTA GO
- 2020년 8월 2일 몬스타엑스 - [Digital Single] Reckless
- 2020년 8월 24일 CRAVITY - HIDEOUT: THE NEW DAY WE STEP INTO - SEASON2.
- 2020년 9월 11일 셔누,민혁 - [Digital Single] HAVE A GOODNIGHT (취향저격 그녀 X 셔누 (몬스타엑스), 민혁 (몬스타엑스))
- 2020년 9월 22일 소유 - 18 어게인 OST Part.1
- 2020년 9월 28일 케이윌 - 브람스를 좋아하세요? OST Part.9
- 2020년 10월 7일 기현 - 도도솔솔라라솔 OST Part.1
- 2020년 10월 7일 우주소녀 쪼꼬미 - [Digital Single] 흥칫뿡
- 2020년 10월 15일 셔누 - 구미호뎐 OST Part.2
- 2020년 10월 31일 연정 - 경우의 수 OST Part.7
- 2020년 11월 1일 고닥 - [Digital Single] 명함
- 2020년 11월 2일 몬스타엑스 - FATAL LOVE
- 2020년 11월 6일 듀에토 - [Digital Single] 내 영혼 바람되어[73]
- 2020년 12월 6일 케이윌 - 스타트업 OST Part.17
- 2020년 12월 23일 주헌 - 런 온 OST Part.2[74]
- 2021년 1월 2일 설아 - [Digital Single] 하루 끝 (잘 하고 싶어 X 설아)
- 2021년 1월 6일 정세운 - 24 PART 2
- 2021년 1월 9일 소유 - 철인왕후 OST Part.4[75]
- 2021년 1월 19일 CRAVITY - HIDEOUT: BE OUR VOICE - SEASON3.
- 2021년 1월 23일 케이윌 - 도시남녀의 사랑법 OST Part.5
- 2021년 2월 4일 기현 - 리플레이 OST Part.2
- 2021년 2월 15일 소유 - [Digital Single] ZERO:ATTITUDE[76]
- 2021년 2월 19일 아이엠 - DUALITY
- 2021년 3월 10일 몬스타엑스 - [Japan Digital Single] WANTED
- 2021년 3월 11일 소유 - [Digital Single] Good Night My Love
- 2021년 3월 31일 우주소녀 - UNNATURAL
- 2021년 4월 22일 케이윌 - 오!주인님 OST Part.4
- 2021년 5월 8일 정세운 - [Digital Single] [Vol.95] 유희열의 스케치북 : 예순 한번째 목소리 '유스케 X 정세운'
- 2021년 5월 12일 우주소녀 더블랙 - [Digital Single] My Attitude
- 2021년 5월 22일 소유 - [Digital Single] [Vol.97] 유희열의 스케치북 : 예순 두번째 목소리 '유스케 X 소유'
- 2021년 5월 27일 정세운 - 간 떨어지는 동거 OST Part.1
- 2021년 5월 29일 소유 - [Digital Single] [Vol.98] 유희열의 스케치북 : 예순 두번째 목소리 '유스케 X 소유'
- 2021년 6월 1일 몬스타엑스 - One Of A Kind
- 2021년 6월 10일 유연정 - 간 떨어지는 동거 OST Part.3
- 2021년 6월 22일 소유 - [Digital Single] 비긴어게인 오픈마이크 EPISODE. 10[77]
- 2021년 6월 29일 소유 - [Digital Single] Y[78]
- 2021년 7월 6일 마인드유 - [Digital Single] 안녕, 여름밤
- 2021년 7월 6일 소유 - [Digital Single] 비긴어게인 오픈마이크 EPISODE. 12
- 2021년 7월 8일 우주소녀 - [Digital Single] It's Live X 우주소녀
- 2021년 7월 14일 몬스타엑스 - [Digital Single] Taste of Korea[79]
- 2021년 7월 26일 몬스타엑스 - [Digital Single] KISS OR DEATH
- 2021년 8월 6일 유연석 - 슬기로운 의사생활 시즌 2 OST Part.7
- 2021년 8월 19일 CRAVITY - CRAVITY 1st ALBUM PART 1 THE AWAKENING: Written in the stars
- 2021년 9월 8일 소유 - 티파니에서 모닝 키스를 OST Part.1
- 2021년 9월 10일 몬스타엑스 - [Digital Single] ONE DAY
- 2021년 9월 23일 우주소녀 - [Digital Single] 너의 세계로
- 2021년 10월 21일 마인드유 - [Digital Single] 아침
- 2021년 10월 24일 설아 - 러브 인 블랙홀 OST Part.3
- 2021년 10월 31일 유연정 - [Digital Single] 수호천사[80]
- 2021년 11월 8일 엑시 - IDOL (아이돌:The Coup) OST Part.1[81]
- 2021년 11월 10일 설아 - 엘소드 OST : In The Violet Hour
- 2021년 11월 15일 엑시 - IDOL (아이돌:The Coup) OST Part.2[82]
- 2021년 11월 19일 몬스타엑스 - No Limit
- 2021년 11월 24일 주헌,형준 - [Digital Single] <뮤지광 컴퍼니> 프로젝트 음원 앨범[83]
- 2021년 11월 30일 정세운 - 옷소매 붉은 끝동 OST Part.3
- 2021년 12월 1일 IVE - [Digital Single] ELEVEN
- 2021년 12월 10일 몬스타엑스 - THE DREAMING
- 2021년 12월 11일 형원 - [Digital Single] Picture (다시, 플라이 X 형원(몬스타엑스))
- 2021년 12월 22일 케이윌 - [Digital Single] 12월 그날
- 2021년 12월 28일 고닥 - [Digital Single] 우리는 모두 어른이 될 수 없었다
- 2022년 1월 4일 설아,연정 - 일진에게 반했을 때 OST Part.1
- 2022년 1월 5일 우주소녀 쪼꼬미 - [Digital Single] 슈퍼그럼요
- 2022년 1월 26일 케이윌 - 고스트 닥터 OST Part.2
- 2022년 3월 13일 보나 - 스물다섯 스물하나 OST Part.7[84]
- 2022년 3월 15일 기현 - [Digital Single] VOYAGER
- 2022년 3월 22일 CRAVITY - CRAVITY 1st ALBUM PART 2 LIBERTY: IN OUR COSMOS
- 2022년 3월 31일 엑시 - [Digital Single] 봄 빛 (The Light)[85]
- 2022년 4월 5일 IVE - [Digital Single] LOVE DIVE
- 2022년 4월 26일 몬스타엑스 - SHAPE of LOVE
- 2022년 5월 10일 고닥 - [Digital Single] 괜찮아, 아무렇지 않아
- 2022년 5월 11일 정세운 - Where is my Garden!
- 2022년 5월 26일 정세운 - 구필수는 없다 OST Part.7
- 2022년 5월 27일 우주소녀 - [Digital Single] AURA[86]
- 2022년 5월 31일 CRAVITY - [Digital Single] VIVID
- 2022년 6월 1일 마인드유 - [Digital Single] 누군가의 플레이리스트 #6
- 2022년 6월 20일 안유진 - [Digital Single] Move Like This[87]
- 2022년 6월 25일 케이윌 - 왜 오수재인가 OST Part.4
- 2022년 6월 28일 장원영,이서,세림,정모 - [Digital Single] Blue & Black[88]
- 2022년 7월 5일 우주소녀 - [Digital Single] Sequence
- 2022년 7월 7일 몬스타엑스 - [Digital Single] If with U
- 2022년 7월 10일 정세운 - 환혼 OST Part.3
- 2022년 7월 18일 마인드유 - [Digital Single] In Summer
- 2022년 8월 4일 기현 - 세기말 풋사과 보습학원(네이버 웹툰) OST Part.2
- 2022년 8월 12일 CRAVITY - [Digital Single] Boogie Woogie[89]
- 2022년 8월 22일 IVE - [Digital Single] After Like
- 2022년 8월 27일 정세운 - 싱포레스트2 (여름)[90]
- 2022년 9월 2일 정세운 - [Digital Single] 오늘부터 행복한 나
- 2022년 9월 3일 정세운 - 싱포레스트2 (설레임)[91]
- 2022년 9월 3일 정세운 - Listen-Up(리슨업) EP.6[92]
- 2022년 9월 6일 고닥 - [Digital Single] 가을이 오려나봐요
- 2022년 9월 7일 엑시 - [Digital Single] 〈두 번째 세계〉 Episode 2[93]
- 2022년 9월 17일 정세운 - 싱포레스트2 (사랑)[94]
- 2022년 9월 21일 엑시 - [Digital Single] 〈두 번째 세계〉 Episode 4[95]
- 2022년 9월 27일 CRAVITY - NEW WAVE
- 2022년 10월 19일 엑시 - [Digital Single] 〈두 번째 세계〉 Episode 7[96]
- 2022년 10월 24일 기현 - YOUTH
- 2022년 11월 9일 엑시 - 〈두 번째 세계〉 FINAL[97]
- 2022년 11월 12일 기현 - 소방서 옆 경찰서 OST Part.1
- 2022년 11월 27일 마인드유 - [Digital Single] 널 바래다주던 길
- 2022년 12월 13일 설아 - 아무것도 하고 싶지 않아 OST Part.8
- 2022년 12월 28일 정세운 - 사랑의 이해 OST Part.2
- 2023년 1월 9일 몬스타엑스 - REASON
- 2023년 1월 18일 유연정 - [Digital Single] Secret Love
- 2023년 2월 16일 고닥 - [Digital Single] 데리러 갈게
- 2023년 3월 6일 CRAVITY - Master:Piece
- 2023년 3월 21일 정세운 - 꽃선비 열애사 OST Part.1
- 2023년 3월 27일 IVE - [Digital Single] Kitsch
- 2023년 4월 10일 IVE - I've IVE
- 2023년 4월 16일 기현,주헌 - [Digital Single] Our Game
- 2023년 5월 7일 기현 - 구미호뎐 1938 OST Part.1
- 2023년 5월 22일 주헌 - LIGHTS
- 2023년 5월 24일 채수빈 - [Digital Single] Yellow Circle[98]
- 2023년 5월 31일 IVE - [Japan] WAVE
- 2023년 6월 5일 주헌 - [Digital Single] 산 넘어 산[99]
- 2023년 6월 8일 우빈 - 로맨스 바이 로맨스 OST Part.3
- 2023년 7월 5일 CRAVITY - [Japan Digital Single] Groovy
- 2023년 7월 13일 IVE - [Digital Single] I WANT[100]
- 2023년 7월 16일 설아 - [Digital Single] 곰인형
- 2023년 7월 16일 정세운 - 킹더랜드 OST Part.7
- 2023년 7월 21일 유연석 - 브로 앤 마블 OST Part.1[101]
- 2023년 7월 25일 셔누 X 형원 - THE UNSEEN
- 2023년 7월 27일 여름 - 준과 준 OST Part.2
- 2023년 8월 5일 설아 - [Digital Single] 비긴어게인 오픈마이크 EPISODE. 41[102]
- 2023년 8월 6일 CRAVITY - 경이로운 소문2: 카운터 펀치 OST Part.1
- 2023년 8월 8일 유연정 - 남남 OST Part.4
- 2023년 8월 13일 주헌 - 힙하게 OST Part.1
- 2023년 8월 17일 정세운 - 오랫동안 당신을 기다렸습니다 OST Part.4
- 2023년 8월 26일 브라더수 - 잔혹한 인턴 OST Part.4[103]
- 2023년 9월 1일 CRAVITY - [Digital Single] Cheese[104]
- 2023년 9월 3일 유연석 - [Digital Single] Faillng
- 2023년 9월 11일 CRAVITY - SUN SEEKER
- 2023년 9월 22일 형원 - 사장돌마트 OST Part.4
- 2023년 9월 25일 IVE - [Digital Single] Either Way[105]
- 2023년 10월 1일 우빈 - [Digital Single] 비긴어게인 오픈마이크 EPISODE. 42
- 2023년 10월 6일 IVE - [Digital Single] Off The Record[106]
- 2023년 10월 13일 IVE - I'VE MINE
- 2023년 11월 16일 리즈 - [Digital Single] Nobody[107]
- 2023년 11월 29일 설아 - [Digital Single] 곁 (웹툰 '막내황녀님' X 설아 (우주소녀))
- 2023년 12월 6일 CRAVITY - [Japan] Dilly Dally
- 2023년 12월 22일 안유진 - [Digital Single] 소원을 빌어
- 2023년 12월 26일 설아,태영 - 남과여 OST Part.1
- 2024년 1월 4일 정세운 - Quiz
- 2024년 1월 6일 민희,우빈 - [Digital Single] 내 귀에 띵곡 Part.08[108]
- 2024년 1월 19일 IVE - [Digital Single] All Night
- 2024년 1월 23일 설아 - [Digital Single] INSIDE OUT
- 2024년 2월 15일 유연정 - 브랜딩 인 성수동 OST Part.2
- 2024년 2월 22일 이서 - 언니, 이번 생엔 내가 왕비야 OST Part.1
- 2024년 2월 26일 CRAVITY - EVERSHINE
- 2024년 3월 2일 다영 - 닥터슬럼프 OST Part.5[109]
- 2024년 4월 23일 케이윌 - 야한 사진관 OST Part.7
- 2024년 4월 29일 IVE - IVE SWITCH
- 2024년 6월 18일 앨런,우빈,민희,형준 - 플레이어2: 꾼들의 전쟁 OST Part.2
- 2024년 6월 20일 케이윌 - All The Way
- 2024년 6월 28일 IVE - [Digital Single] SUMMER FESTA
- 2024년 8월 7일 IVE - [Japan Digital Single] CRUSH[110]
- 2024년 8월 28일 IVE - [Japan] ALIVE
- 2024년 10월 10일 CRAVITY - 로드 투 킹덤 : ACE OF ACE 〈IDENTITY〉 Part.1[111]
- 2024년 10월 25일 CRAVITY - 로드 투 킹덤 : ACE OF ACE <NO LIMIT> ACE BATTLE[112]
- 2024년 11월 1일 CRAVITY - 로드 투 킹덤 : ACE OF ACE <FINAL>[113]
- 2024년 11월 8일 IVE - [Digital Single] Supernova Love[114]
- 2024년 11월 12일 안유진 - [Digital Single] Dreaming : 웹툰 '더 그레이트' X 안유진 (IVE)
- 2024년 11월 30일 다영 - [Digital Single] Love Wave
- 2024년 12월 5일 CRAVITY - [Digital Single] FIND THE ORBIT
- 2024년 12월 15일 리즈 - 사랑은 외나무다리에서 OST Part.7
- 2025년 1월 4일 유연석 - 지금 거신 전화는 OST Part.6
- 2025년 1월 13일 IVE - [Digital Single] REBEL HEART
- 2025년 2월 3일 IVE - IVE EMPATHY
- 2025년 2월 24일 KiiiKiii - [Digital Single] I DO ME[115]
- 2025년 3월 14일 NewKids - [Digital Single] NewKids On The STARSHIP
- 2025년 3월 24일 KiiiKiii - UNCUT GEM
- 2025년 3월 26일 CRAVITY - [Japan] Jelly Bean
- 2025년 3월 30일 NewKids - [Digital Single] NewKids on the STARSHIP
- 2025년 4월 13일 안유진 - 언젠가는 슬기로울 전공의생활 OST Part.2
- 2025년 4월 13일 NewKids - [Digital Single] NewKids on the STARSHIP <ImPerfect Game> OST
- 2025년 4월 18일 NewKids - [Digital Single] NewKids on the STARSHIP
- 2025년 4월 22일 설아 - 길바닥 밥장사 OST : 우리의 밤은 밝고 아름답다[116]
- 2025년 4월 26일 NewKids - [Digital Single] NewKids on the STARSHIP
- 2025년 5월 4일 NewKids - [Digital Single] NewKids on the STARSHIP
- 2025년 5월 9일 케이윌 - 귀궁 OST Part.2
- 2025년 5월 14일 몬스타엑스 - [Digital Single] NOW PROJECT vol.1
- 2025년 5월 18일 리즈 - 천국보다 아름다운 Part.5
- 2025년 6월 23일 CRAVITY - Dare to Crave
- 2025년 7월 24일 아이딧 - [Digital Single] Step It Up
- 2025년 7월 25일 기현 - 트라이 OST Part.1
- 2025년 7월 30일 IVE - [Japan] Be Alright
- 2025년 8월 6일 KiiiKiii - [Digital Single] DANCING ALONE
- 2025년 8월 18일 몬스타엑스 - [Digital Single] Do What I Want[117]
- 2025년 8월 25일 IVE - IVE SECRET
- 2025년 9월 1일 몬스타엑스 - THE X
- 2025년 9월 15일 아이딧 - I did it.